# Спурга, Валентинас Пятрович
Валентинас Пятрович Спурга (род. 1929) — советский педагог и государственный деятель, министр просвещения Литовской ССР,  депутат Верховного Совета Литовской ССР и  член ЦК КП Литвы. Герой Социалистического Труда (1968).

## Биография
Родился 25 апреля 1929 года в деревне Аржуолупяй, Шакяйского района Литвы.
С 1944 года после окончания гимназии в городе Шакяй работал в сельском хозяйстве.
С 1946 года начал учительскую деятельность с должности — заведующего начальной школой в деревне Юрбуджяй Шякяйского района. В 1947 году назначен — заведующим волостным отделом просвещения.
В 1949 году окончил Каунасское педагогическое училище, в 1953 году — Вильнюсский государственный педагогический институт с отличием. С 1949 года работал преподавателем в учительском институте в городе Шяуляй. С 1954 года работал — заведующим учебной частью  Капсукасской средней школу №2.
С 1956 по 1977 годы — директором школы-интерната имени В. Михалайтиса-Путинаса в городе Капсукас. С 1961 года — член КПСС.
24 декабря 1960 года Указом Президиума Верховного Совета СССР «за выдающиеся трудовые достижения» В. П. Спурга был награждён Орденом Ленина.
1 июля 1968 года Указом Президиума Верховного Совета СССР «за большие заслуги в деле обучения и коммунистического воспитания учащихся»  Валентинас Пятрович Спурга был удостоен звания Героя Социалистического Труда с вручением Ордена Ленина и золотой медали «Серп и Молот».
С 1977 по 1983 годы — первый заместитель министра просвещения Литовской ССР, с  1983 по 1990 годы — министр просвещения Литовской ССР. В 1978 году защитил диссертацию на соискание учёной степени кандидата педагогический наук на тему: «Педагогическое руководство самовоспитанием выдержки старшеклассников». Опубликовал свыше 170 статей, издал три монографии.
Избирался депутатом Верховного Совета Литовской ССР, был членом ЦК Компартии Литвы. Являлся председателем республиканского Совета по координации исследований в области педагогических наук, членом научно-редакционного совета Литовской советской энциклопедии, комиссии литовского языка.
После выхода на пенсию жил в городе Вильнюс.

## Награды
- Медаль «Серп и Молот» (01.07.1968)
- Орден Ленина (24.12.1960, 01.07.1968)

### Звание
- Заслуженный учитель Литовской ССР